# Hagnias
Hagnias (Oudgrieks: Ἅγνιος of Ἄγνιος) was in de Griekse mythologie de vader van Tiphys, de stuurman van de Argo, het schip waarop Jason en de Argonauten hun zoektocht naar het Gulden vlies ondernamen.